# Reinbert Evers
Reinbert Evers (Dortmund (Rin del Nord-Westfàlia), 23 d'agost, - Münster (Rin del Nord-Westfàlia), 28 d'octubre, 2022), va ser un guitarrista i compositor alemany i un dels iniciadors més importants de la música contemporània.

## Biografia
Evers va estudiar guitarra amb Maritta Kersting a la Universitat Robert Schumann de Düsseldorf i amb Karl Scheit a Viena. Va completar els seus estudis amb honors. També va assistir a conferències de musicologia, estudis alemanys i filosofia a la Universitat del Ruhr de Bochum.
El 1976 va ser nomenat professor de guitarra a la Universitat de Música de Detmold a Münster. En la seva tasca educativa, el seu objectiu no era “formar el màxim de músics famosos possible, sinó desenvolupar la personalitat dels estudiants juntament amb tots els seus coneixements perquè trobin el seu propi camí”. Des de 1995 fins a finals de 2008, Reinbert Evers va dirigir la Universitat de Música de Münster com a degà.
"Reinbert Evers és conegut com un dels pocs guitarristes que compleixen els estàndards més alts tant en música clàssica com contemporània." Es va fer conegut internacionalment gràcies a l'estrena i posterior llançament en CD de Royal Winter Music II de Hans Werner Henze el 1980 a Brussel·les. Evers és considerat "un dels intèrprets més importants de la música contemporània en el seu instrument". "A través de la seva iniciativa es van crear nombroses composicions per a guitarra." Va estrenar més de 120 composicions, incloses obres de Dieter Schnebel, Onutė Narbutaitė, Bojidar Spassov, Sidney Corbett, Luca Lombardi, Manfred Trojahn, Jens-Peter Ostendorf, Anatol Vieru, Bojidar Dimov, Osvaldas Balakauskas (Odyssey From B To C a l'àlbum Mirage del 2006), Günther Becker, Anatolijus Šenderovas  (També tenen els braços estesos - Mirage), Peteris Vasks, Edison Denisov, Klaus Hinrich Stahmer, Guo Wenjing, Tilo Medek, Jo Kondo, Helmut Oehring i Chen Xiaoyong. "La seva impressionant discografia i nombrosos enregistraments radiofònics van des de les obres de llaüt de Johann Sebastian Bach fins als compositors del segle XIX fins a la música actual." Cal destacar les seves produccions amb el flautista Robert Aitken i el guitarrista Wolfgang Weigel.
Les gires encarregades per l'Institut Goethe el van portar per Europa, Àfrica, Àsia i els EUA. Imparteix classes magistrals a nivell internacional i va ser professor als Cursos d'Estiu de Darmstadt de l'Institut Internacional de Música de Darmstadt de 1998 a 2000.
Va ser director artístic de l'European Music Festival Münsterland de 1999 a 2001 i és president de la "Society for New Music Münster". És cofundador de "proGitarre" i va ser el dissenyador de programes de "KlangZeit Münster" del 2000 al 2006. També és director artístic del festival de guitarra "St. Christopher Summer Festival" de Vílnius i assessor del Festival Internacional de Guitarra de Münster i del Festival de Münsterland.

## Enregistraments sonors
- “Klangsa(e)iten - Nova música per a guitarra”, obres de Wilfried Maria Danner, Fernando Grillo, Peter Michael Hamel, Mayako Kubo, Luca Lombardi, Eugen-Mihai Márton, Joe Nickerson i Klaus Hinrich Stahmer, ambitus 1993
- "Like Fire Burning - Contemporary Music for two Guitars" (amb Wolfgang Weigel), obres de Václav Kucera, Violeta Dinescu, Klaus Hinrich Stahmer, Joe Nickerson i Helge Jung, Proviva 1994
- "Integració" (amb St. Christopher Chamber Orchestra, Katkus), obres de Bronius Kutavičius, Axel Ruoff, Shih, Anatol Vieru i Theo Verbey, Ambitus 1998/99
- “Chitarra Concertante” (amb St. Christopher Chamber Orchestra, Katkus), obres de Luigi Legnani, Mauro Giuliani i Francesco Molino, Ambitus 2003

## Premis
- 1980: Premi d'Art de la Ciutat de Dortmund